# ابوالساج دیوداد
ابوالساج پسر دیوداد (به عربی: أبو الساج دیوداد)، شاهزاده ای ایرانی و سغدی بود که از امیران و صاحب منصبان برجسته در خلافت عباسی بود.

## زندگی‌نامه
ابوالساج از خاندانی سغدی از اشروسنه بود. او به خدمت عباسیان درآمد و در آخرین لشکرکشی افشین حیدر بن کاووس علیه بابک خرمدین در سال ۸۳۷ میلادی میلادی، زیر نظر وی جنگید. او همچنین در سال ۸۳۹ با مازیار و یک سال بعد با منکجور الفرغانی، پسر عموی افشین جنگید. در طول چند دهه بعد در ولایات مختلف در خدمت خلفا بود. در سال ۸۶۵ میلادی در جریان جنگ داخلی آن سال در کنار خلیفه المستعین بالله قرار گرفت و مسئولیت دفاع از تیسفون را بر عهده گرفت.
در سال ۸۷۵میلادی، ابوالساج از سوی خلیفه به فرمانداری اهواز منصوب شد و مأموریت یافت تا شورش علی بن محمد را که گروهی از غلامان زنگی را جمع کرده و به شورش تشویق کرده بود، سرکوب کند. ابوالساج بعداً به امیر صفاری یعقوب بن لیث پیوست که در جریان پیشروی او به سوی عراق علیه خلیفه، لشکر خود را به خوزستان هدایت کرده بود. او در جنگ دیرالعقل که با شکست صفاریان به پایان رسید، حضور داشت. در پی این شکست، نایب خلیفه الموفق اموال وی را در عراق تصرف کرد. در سال ۸۷۹ میلادی یعقوب بر اثر بیماری قولنج درگذشت و برادر کوچکترش عمرو بن اللیث که با خلافت عباسی صلح کرد جانشین او شد.
ابوالساج پس از صلح با خلیفه، فارس را به مقصد بغداد ترک کرد، اما قبل از رسیدن به بغداد در گندی شاپور درگذشت. دو پسر او، محمد و یوسف، هر دو مشاغل برجسته ای داشتند و به ترتیب اولین و سومین افشین ساجیان در آذرآبادگان شدند.